# Carlos Jacanamijoy
Carlos Jacanamijoy (Santiago, departament de Putumayo; 19 de febrer de 1964) és un pintor colombià d'origen inga. La seva obra d'art ha estat exposada en més de 25 espectacles individuals i és part de la col·lecció permanent del Museu Nacional de l'Indígena Americà així com de diversos museus colombians.
Jacanamijoy va estudiar pintura en belles arts en la Universitat de la Sabana a Bogotà entre 1983 i 1984. A l'any següent es va traslladar a Pasto, per continuar els seus estudis de belles arts a la Universitat de Nariño.
Entre 1986 i 1990, Jacanamijoy va rebre un Mestratge en Arts Plàstiques de la Universitat Nacional de Colòmbia a Bogotà. En 1989 també va començar a estudiar filosofia i literatura a la Universitat de La Salle el 1990. Les seves pintures es caracteritzen per paisatges vívids encarnen la creació i la transformació de la selva del departament de Putumayo a Colòmbia mitjançant abstraccions de color i llum, escriu la curadora navajo, Kathleen Ash-Milby. Els seus olis són atmosfèrics, amb vores suaus i una juxtaposició de blaus sobretot freds i càlids grocs. Encara que l'abstracció no objectiva domina la seva obra, Jacanamijoy també ha pintat obres figuratives, com el seu retrat de l'escriptor Gabriel García Márquez.